# Moses Montefiore
Moses Haim Montefiore, född 24 oktober 1784 i Livorno, död 28 juli 1885, var en brittisk-judisk filantrop. Han var farfars bror till Claude Montefiore.
Montefiore verkade fram till 1840 som affärsman, genom giftermål blev han besläktad med familjen Rothschild och adlades 1837. Montefiore var outtröttligt verksam som filantrop och ingrep bland annat verksamt till förmån för de förföljda druserna men sökte i synnerhet stödja andra judar i olika delar av världen. Montefiore besökte Palestina redan 1827 och för 7:e gången 1875, reste vid judeförföljelserna i Damaskus 1840 dit, 1845 till ryska Polen och 1867 till Rumänien. Montefiore var 1835-74 ordförande i de brittiska judarnas Board of deputies.